# Pleurothallis pendens
Pleurothallis pendens là một loài thực vật có hoa trong họ Lan. Loài này được Dod miêu tả khoa học đầu tiên năm 1977.